# Leigh Hunt
James Henry Leigh Hunt, född den 19 oktober 1784 i Southgate vid London, död den 28 augusti 1859 i Putney, var en engelsk skriftställare.

## Biografi

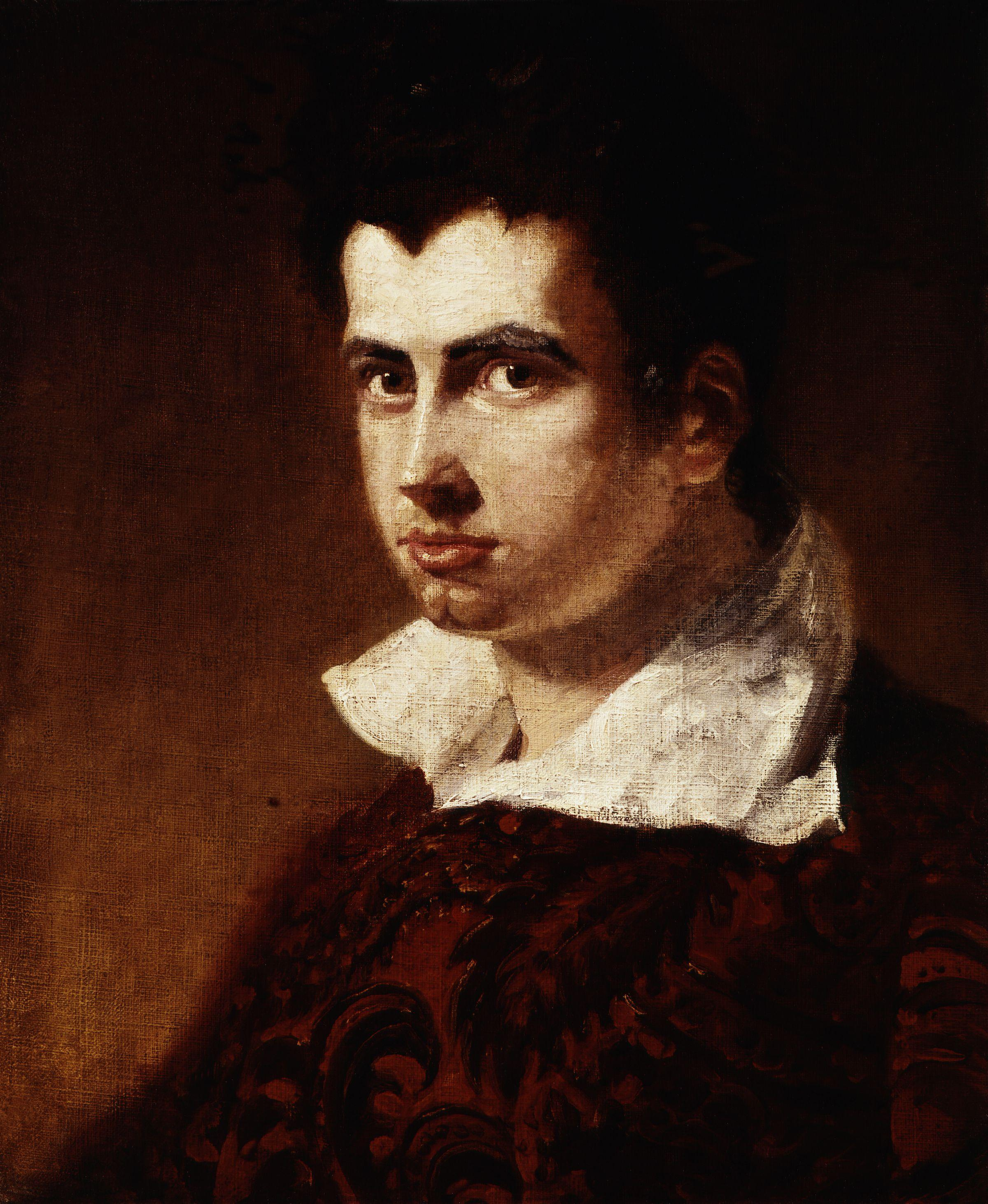
James Henry Leigh Hunt.

Hunt arbetade som juridiskt biträde hos en av sina bröder till 1805, då han blev teaterkritiker i en tidning. Efter en kort anställning i krigsministeriet började han 1808 tillsammans med en annan bror ge ut tidningen The Examiner, som han ledde i liberalt radikal anda till 1827. Han dömdes 1812 till två års fängelse för skarpa satiriska angrepp på prinsregenten. Det var under fängelsetiden, som Hunt på allvar sökte reformera den engelska poesin. Redan Charles Lamb hade genom sina Specimens of English Dramatic Poets 1808 fäst uppmärksamheten på renässansens författare, ett studium, som överallt i Europa blev av stor betydelse för romantikens utveckling. Hunt vände sig nu till den italienska renässansen och utgav The Feast of the Poets (1814), The Descent of Liberty (1815), The Story of Rimini (1816) och Foliage (1818). Åren 1819–1820 utgav han veckotidningen Indicator, ur vilken han 1834 publicerade en samling essäer. 
Vid denna tid gjorde han bekantskap med Keats och Reynolds, något senare med Lamb, Shelley och Byron. År 1822 flyttade han till Italien för att närmare överlägga med de båda senare om utgivandet av tidskriften The liberal, som utkom 1822–1823. Han stannade i Italien till 1825, då han flyttade tillbaka till London. År 1828 hade han brutit med Byron och utgav sin intressanta, mot Byron riktade, skandalskrift Lord Byron and Some of His Contemporaries. Trots dålig ekonomi och överansträngning bevarade han sin entusiasm och optimism samt utgav den ena tidningen efter den andra, alla av kort varaktighet. Bland dessa kan nämnas: The Companion (1828), The Chat of the Week (1830), The Tatler (1830-32), Leigh Hunt’s London Journal (1834–1835) och The Monthly Repository (1837–1838). De flesta av dessa tidningar skrevs helt och hållet av honom själv. År 1832 utgav han romanen Sir Ralph Esher och samlade sina Poetical Works. 
År 1840 gjorde han stor lycka på Covent Garden-teatern med versdramat A Legend of Florence, vilket sågs som ett av de bästa dramerna sedan Beaumonts och Fletchers tid. Samma år utgav han The Works of Wycherley, Congreve, Vanbrugh and Farquhar (ny upplaga 1861), varpå följde en serie av essäsamlingar, Imagination and fancy (1844), Men, Women and Books (1847), A Jar of Honey from Mount Hybla (1848) och A Book for a Corner (1849). År 1847 erhöll han ett statsunderstöd om 200 pund, som befriade honom från de största ekonomiska bekymren. År 1850 utgav han sin självbiografi, Autobiography and Reminicences (ny upplaga 1860). Postumt utkom The Book of the Sonnet (1867), med en betydande uppsats om sonetten. Hans främsta poetiska arbete är kanske The story of Rimini, som spelat en verklig roll i den engelska poesins utveckling. Keats, som i poetisk begåvning måste anses ha varit honom långt överlägsen, har lärt av honom.